# The Motto (Drake)
The Motto è un singolo del cantante canadese Drake, il terzo estratto dall'album Take Care.  Il brano, che vede la collaborazione del rapper statunitense Lil Wayne, è stato presentato in anteprima dalla stazione radio di Los Angeles Power 106 il 31 ottobre 2011, per poi essere postata dallo stesso Drake sul proprio blog personale il giorno seguente. Tyga ha realizzato un remix del brano, utilizzato per il video musicale di The Motto. Oltre a Drake, Lil Wayne e Tyga, nel video compaiono anche E-40 e Mistah F.A.B. ed è stato reso disponibile su Vimeo il 21 dicembre 2011.

## Tracce
Digital download
1. The Motto (feat. Lil Wayne and Tyga) - 3:54

Promo - CD-Single
1. The Motto (feat. Lil Wayne and Tyga) - 3:54

## Classifiche
| Classifica (2011)                | Posizione raggiunta |
| -------------------------------- | ------------------- |
| Canada                           | 80                  |
| U.S. Billboard Hot 100           | 18                  |
| U.S. Billboard R&B/Hip-Hop Songs | 13                  |
| U.S. Billboard Rap Songs         | 9                   |